# Golfo de Sidra
El golfo de Sidra nombre propio en español de aquél que algunos llaman golfo de Sirte (en árabe: خليج سرت, Khalīj Surt‎), es un amplio entrante del mar Mediterráneo en la costa norte de Libia, que se extiende desde Misurata, al oeste, hasta Bengasi, al este. En la antigüedad se llamaba Syrtis Maior («Gran Sirte»), para distinguirlo del Syrtis Menor («Pequeño Sirte», es decir, el golfo de Gabes).
La costa es principalmente desértica, con presencia de pantanos salados. El puerto principal a lo largo de la bahía es Sirte, de donde partían muchas rutas de caravanas hacia el desierto del Sahara.
La pesca del atún y de esponjas es de gran importancia económica en el área del golfo.

## Reivindicaciones sobre las aguas territoriales
Libia, con la declaración de 19 de octubre de 1973, justificando el principio de la bahía histórica, alegó que todo el golfo era territorio nacional, con una longitud de la línea de base de 302 millas náuticas coincidente con el paralelo 32°30′ N. Otros países argumentan que la normativa sobre aguas internacionales debe aplicarse al límite de los 22,2 km de la costa de la nación.